# Alla Genrichovna Masevitsj
Alla Genrichovna 	Masevitsj (russo:Алла Генриховна Масевич; Tiflis, 9 ottobre 1918 – Mosca, 6 maggio 2008) è stata un'astronoma sovietica-russa, nota per il suo lavoro nell'organizzazione di gruppi per osservare alcuni dei primi satelliti russi (1956-57). Masevitsj fu la delegata russa al Congresso della Federazione Astronautica Internazionale dopo il lancio dello Sputnik del 1957 e presentò un documento sul tracciamento ottico dei satelliti.
Nel 1952 fu vicepresidente del Consiglio Astronomico dell'Accademia delle Scienze dell'Unione Sovietica e lavorò a stretto contatto con Viktor Ambartsumian. Nel 1972 diventò professoressa di geodesia spaziale presso l'Istituto di Geodesia e Cartografia di Mosca.
Il pianeta minore della fascia principale 1904 Massevitch, scoperto all'Osservatorio di Crimea nel 1972, è stato chiamato così in suo onore. È un asteroide di tipo R con un periodo orbitale di 4,5 anni.

## Biografia
Nacque a Tiflis, all'epoca Repubblica Democratica della Georgia, come figlia maggiore di Natalia Zhgenti, un'infermiera georgiana, e Genrikh	Masevitsj, avvocato. Da bambina, le popolari opere scientifiche di Yakov Perlman, con cui 	Masevitsj iniziò una corrispondenza, ispirarono il suo interesse per la scienza. Si laureò in fisica presso l'Istituto di Pedagogia Industriale dell'Università di Mosca nel 1940.

## Carriera
Masevitsj lasciò l'Università di Mosca e si trasferì a Kuibyshev, dove lavorò presso l'Istituto di Fisica e insegnò astronomia al Kuibyshev Teacher's College. Si iscrisse allo Sternberg State Astronomy Institute nel 1942 per i suoi studi di dottorato completandoli nel 1946 e diventando assistente professore di astrofisica all'Università di Mosca. Divenne professore ordinario nel 1948 e fu membro del PCUS dal 1945.
Dal 1952 al 1987 ricoprì la prestigiosa carica di Vice Presidente del Consiglio Astronomico dell'Accademia delle Scienze dell'Unione Sovietica.

## Attività scientifica
Masevitsj si occupò, tra le altre cose, dell'evoluzione stellare e scrisse uno dei primi articoli sulle subgiganti (precursori delle giganti rosse). Nell'ambito della Geodesia Superiore – che tradizionalmente apparteneva al campo degli astronomi dell'Unione Sovietica – collaborò (e discusse) con scienziati della DDR, l'Università di Bonn e Karl Ledersteger (Vienna).
All'inizio dei viaggi spaziali nel 1956-57, organizzò quei gruppi di osservazione satellitare sparsi in tutta l'ex Unione Sovietica, che dovevano misurare le orbite dei primi satelliti sovietici. Questi team di osservatori corrispondevano all'incirca ai team Moonwatch degli Stati Uniti, che erano stati istituiti nello stesso periodo.
Tra gli altri suoi incarichi, quello di presidente del gruppo di lavoro per la ricerca spaziale del Consiglio internazionale delle unioni scientifiche, di presidente della sezione di localizzazione satellitare di Geodesy e di vice segretario generale della Conferenza delle Nazioni Unite sull'esplorazione e l'uso pacifico dello spazio extra-atmosferico. Nel 1961 visitò Londra e, con Sir Patrick Moore, tenne una conferenza alla Royal Festival Hall.
Nel 1987 lasciò l'Accademia per diventare Presidente degli Astrosoviets, il Consiglio Astronomico dell'Accademia delle Scienze dell'Unione Sovietica.
Nel corso della sua carriera, Masevitsj pubblicò 147 articoli, tre libri sull'astronomia stellare, un libro sulla geodesia satellitare e libri di astronomia popolare.

## Vita privata
Nel 1941, Masevitsj sposò Iosif Friedlander, un ingegnere che aveva incontrato in un rifugio antiaereo. Hanno avuto una figlia insieme, Natasha Friedlander.

## Premi e onorificenze
- Medaglia Galaber della Federazione Astronautica Internazionale.[6]
- Membro straniero della Royal Astronomical Society nel 1963.[7]
- Membro dell'Accademia Internazionale di Astronautica nel 1964.[7]
- Premio di Stato dell'URSS  nel 1975.[7]